# Chrysoexorista facialis
Chrysoexorista facialis là một loài ruồi trong họ Tachinidae.